# Fairuz Fauzy
Mohamed Fairuz Fauzy (Kuala Lumpur, 24 ottobre 1982) è un pilota automobilistico malese.

## Carriera
Fauzy ha iniziato la sua carriera nei kart nel 1994 passando nella Formula Ford Inglese all'inizio del 1999. Si trasferì a Formula Renault Inglese nel 2000, non riuscendo a dimostrare la sua abilità prima di passare alla Formula 3, nel 2002, anche se in seconda classe. 
Si trasferisce alla classe principale nel 2003, guidando sia per la scuderia SYR sia per la Promatecme, prima di andare a guidare sia per la Menu sia per la P1 nel 2004. Viene ingaggiato in GP2 Series per il 2005, diventando uno dei tanti piloti asiatici nel campionato. Pur essendo l'unico pilota ad aver partecipato ad ogni gara senza riuscire a segnare punti, ha proseguito nella serie anche per il 2006, ancora una volta senza segnare punti. Durante questo periodo è stato anche uno dei piloti A1 Team Malaysia (con Alex Yoong) nella serie A1 Grand Prix. 
Fauzy è stato ingaggiato come tester e terzo pilota per la scuderia Spyker F1 nel 2007, ed ha anche gareggiato in Formula Renault 3,5 Series per il team Cram Competition . 

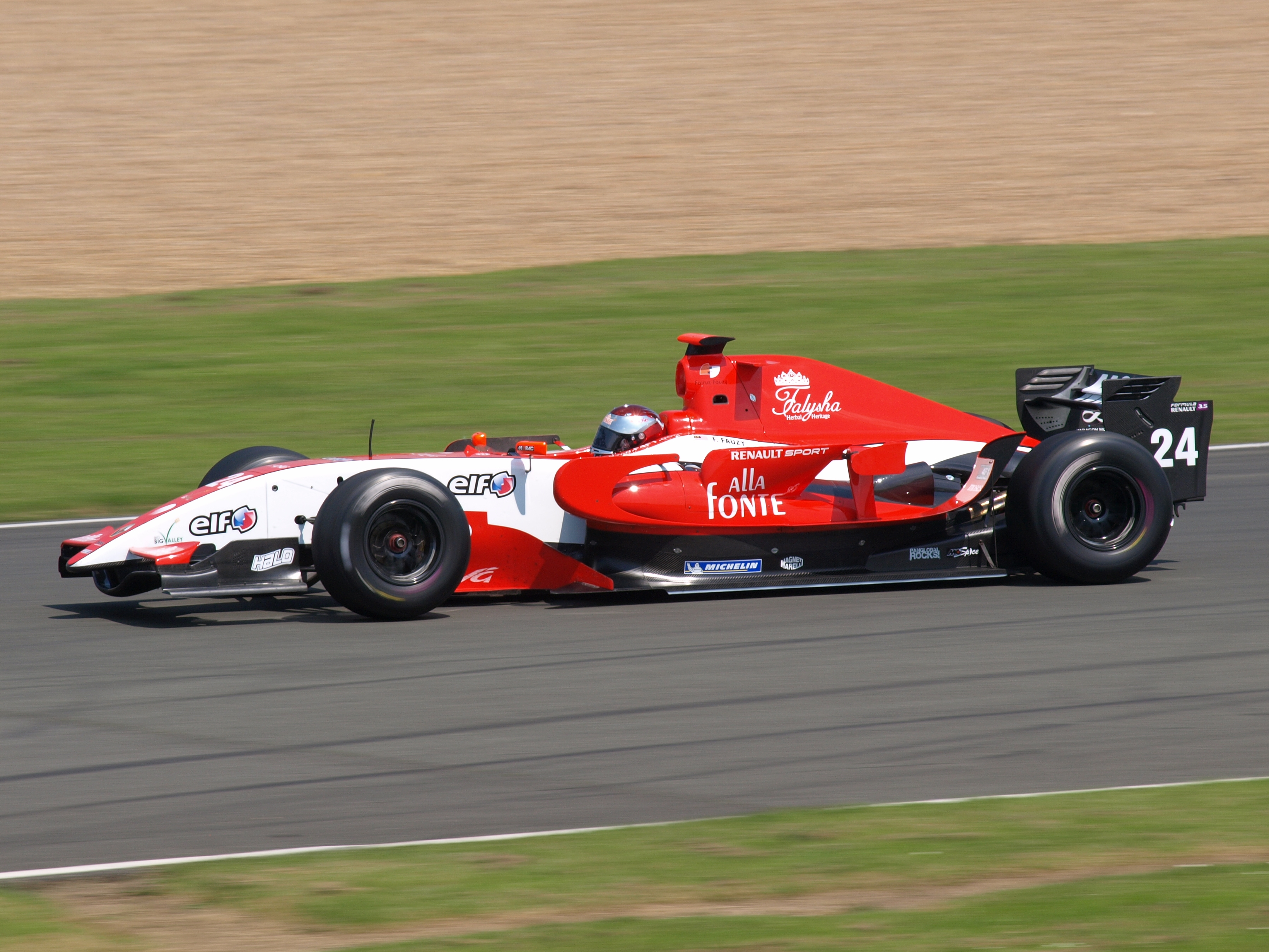
Fauzy nel 2008

Ritornò in GP2 per il 2008, guidando per il team Super Nova nella GP2 Asia Series. Nel 2009 è gareggia in Formula Renault 3,5 Series per la squadra Mofaz Racing. Dopo essere arrivato sesto nell'ultima gara, Fauzy arrivato secondo nella gara a Ciudad del Motor de Aragón, superando i quattro piloti davanti a lui in classifica, per finire dietro a Bertrand Baguette nella classifica del campionato. 
Viene ingaggiato come collaudatore da parte della Lotus per il 2010.
In due occasioni prende parte alla prime prove libere del venerdì, Prima dei Gran Premi di Malesia e Gran Bretagna a Silverstone. 
Nel 2011 passa come collaudatore alla Renault, e torna in GP2 Series con la Super Nova.

## Risultati

### GP2
| Anno | Scuderia                 | 1   | 2   | 3   | 4   | 5   | 6   | 7   | 8   | 9   | 10  | 11  | 12  | 13  | 14  | 15  | 16  | 17  | 18  | 19  | 20  | 21  | 22  | 23  | Punti | Pos. |
| ---- | ------------------------ | --- | --- | --- | --- | --- | --- | --- | --- | --- | --- | --- | --- | --- | --- | --- | --- | --- | --- | --- | --- | --- | --- | --- | ----- | ---- |
| 2005 | DAMS                     | SMR | SMR | ESP | ESP | MON | EUR | EUR | FRA | FRA | GBR | GBR | GER | GER | HUN | HUN | TUR | TUR | ITA | ITA | BEL | BEL | BHR | BHR | 0     | 24º  |
| 2005 | DAMS                     | 17† | 12  | 12  | 7   | Rit | 14  | 10  | 14  | 10  | Rit | Rit | Rit | 16  | Rit | 13  | Rit | 15  | 14  | 11  | 13  | 15  | 11  | 10  | 0     | 24º  |
| 2006 | Super Nova International | VAL | VAL | SMR | SMR | EUR | EUR | ESP | ESP | MON | GBR | GBR | FRA | FRA | GER | GER | HUN | HUN | TUR | TUR | ITA | ITA |     |     | 1     | 24º  |
| 2006 | Super Nova International | 15  | 10  | Rit | 15  | 19  | 9   | Rit | 14  | 10  | 11  | 7   | Rit | 15  | 22  | 10  | 16  | Rit | Rit | Rit | 14  | 10  |     |     | 1     | 24º  |
| 2011 | Super Nova International | IST | IST | CAT | CAT | MON | MON | VAL | VAL | SIL | SIL | NÜR | NÜR | HUN | HUN | SPA | SPA | MNZ | MNZ |     |     |     |     |     | 5     | 18º  |
| 2011 | Super Nova International | 12  | 5   | 13  | 6   | 15† | 10  | 16  | 16  | 21  | 15  | 16  | 12  | Rit | Rit | 7   | 21  | 18  | Rit |     |     |     |     |     | 5     | 18º  |